# Follow You (Imagine Dragons)
Follow You is een nummer van de Amerikaanse band Imagine Dragons uit 2021. Het verscheen samen met het nummer Cutthroat als eerste single van het vijfde studioalbum Mercury - Act 1.

## Achtergrond
Het nummer gaat over de relatie tussen frontman Dan Reynolds en zijn vrouw Aja Volkman. Reynolds had Volkman al zeven maanden niet gezien en stond op het punt de scheidingspapieren aan te vragen, maar Volkman wist dit tegen te houden door een berichtje te sturen dat Reynolds' leven veranderde. Dit leidde tot de inspiratie voor "Follow You", dat Reynolds schreef nadat hij en Volkman weer herenigd waren. Het nummer gaat volgens Reynolds over loyaliteit en liefde, en dat het proces van liefde pijnlijk kan zijn en niet altijd romantisch en mooi is. Hoewel het nummer in de Amerikaanse Billboard Hot 100 flopte met een 83e positie, werd het in diverse Europese landen wel een hit. In de Nederlandse Top 40 bereikte het de 13e positie, en in de Vlaamse Ultratop 50 de 18e.

## Hitnoteringen

### Nederlandse Top 40
| Hitnotering: 20-03-2021 t/m 31-07-2021 | Hitnotering: 20-03-2021 t/m 31-07-2021 | Hitnotering: 20-03-2021 t/m 31-07-2021 | Hitnotering: 20-03-2021 t/m 31-07-2021 | Hitnotering: 20-03-2021 t/m 31-07-2021 | Hitnotering: 20-03-2021 t/m 31-07-2021 | Hitnotering: 20-03-2021 t/m 31-07-2021 | Hitnotering: 20-03-2021 t/m 31-07-2021 | Hitnotering: 20-03-2021 t/m 31-07-2021 | Hitnotering: 20-03-2021 t/m 31-07-2021 | Hitnotering: 20-03-2021 t/m 31-07-2021 | Hitnotering: 20-03-2021 t/m 31-07-2021 | Hitnotering: 20-03-2021 t/m 31-07-2021 | Hitnotering: 20-03-2021 t/m 31-07-2021 | Hitnotering: 20-03-2021 t/m 31-07-2021 | Hitnotering: 20-03-2021 t/m 31-07-2021 | Hitnotering: 20-03-2021 t/m 31-07-2021 | Hitnotering: 20-03-2021 t/m 31-07-2021 | Hitnotering: 20-03-2021 t/m 31-07-2021 | Hitnotering: 20-03-2021 t/m 31-07-2021 | Hitnotering: 20-03-2021 t/m 31-07-2021 | Hitnotering: 20-03-2021 t/m 31-07-2021 |
| Week:                                  | 1                                      | 2                                      | 3                                      | 4                                      | 5                                      | 6                                      | 7                                      | 8                                      | 9                                      | 10                                     | 11                                     | 12                                     | 13                                     | 14                                     | 15                                     | 16                                     | 17                                     | 18                                     | 19                                     | 20                                     |                                        |
| -------------------------------------- | -------------------------------------- | -------------------------------------- | -------------------------------------- | -------------------------------------- | -------------------------------------- | -------------------------------------- | -------------------------------------- | -------------------------------------- | -------------------------------------- | -------------------------------------- | -------------------------------------- | -------------------------------------- | -------------------------------------- | -------------------------------------- | -------------------------------------- | -------------------------------------- | -------------------------------------- | -------------------------------------- | -------------------------------------- | -------------------------------------- | -------------------------------------- |
| Positie:                               | 36                                     | 27                                     | 24                                     | 19                                     | 18                                     | 16                                     | 13                                     | 13                                     | 12                                     | 10                                     | 9                                      | 8                                      | 7                                      | 10                                     | 13                                     | 17                                     | 22                                     | 25                                     | 26                                     | 38                                     | uit                                    |

### NederlandseSingle Top 100
| Hitnotering: 20-03-2021 t/m 07-08-2021 | Hitnotering: 20-03-2021 t/m 07-08-2021 | Hitnotering: 20-03-2021 t/m 07-08-2021 | Hitnotering: 20-03-2021 t/m 07-08-2021 | Hitnotering: 20-03-2021 t/m 07-08-2021 | Hitnotering: 20-03-2021 t/m 07-08-2021 | Hitnotering: 20-03-2021 t/m 07-08-2021 | Hitnotering: 20-03-2021 t/m 07-08-2021 | Hitnotering: 20-03-2021 t/m 07-08-2021 | Hitnotering: 20-03-2021 t/m 07-08-2021 | Hitnotering: 20-03-2021 t/m 07-08-2021 | Hitnotering: 20-03-2021 t/m 07-08-2021 | Hitnotering: 20-03-2021 t/m 07-08-2021 | Hitnotering: 20-03-2021 t/m 07-08-2021 | Hitnotering: 20-03-2021 t/m 07-08-2021 | Hitnotering: 20-03-2021 t/m 07-08-2021 | Hitnotering: 20-03-2021 t/m 07-08-2021 | Hitnotering: 20-03-2021 t/m 07-08-2021 | Hitnotering: 20-03-2021 t/m 07-08-2021 | Hitnotering: 20-03-2021 t/m 07-08-2021 | Hitnotering: 20-03-2021 t/m 07-08-2021 | Hitnotering: 20-03-2021 t/m 07-08-2021 | Hitnotering: 20-03-2021 t/m 07-08-2021 |
| Week:                                  | 1                                      | 2                                      | 3                                      | 4                                      | 5                                      | 6                                      | 7                                      | 8                                      | 9                                      | 10                                     | 11                                     | 12                                     | 13                                     | 14                                     | 15                                     | 16                                     | 17                                     | 18                                     | 19                                     | 20                                     | 21                                     |                                        |
| -------------------------------------- | -------------------------------------- | -------------------------------------- | -------------------------------------- | -------------------------------------- | -------------------------------------- | -------------------------------------- | -------------------------------------- | -------------------------------------- | -------------------------------------- | -------------------------------------- | -------------------------------------- | -------------------------------------- | -------------------------------------- | -------------------------------------- | -------------------------------------- | -------------------------------------- | -------------------------------------- | -------------------------------------- | -------------------------------------- | -------------------------------------- | -------------------------------------- | -------------------------------------- |
| Positie:                               | 90                                     | 53                                     | 47                                     | 33                                     | 36                                     | 36                                     | 40                                     | 33                                     | 35                                     | 39                                     | 53                                     | 44                                     | 26                                     | 38                                     | 44                                     | 43                                     | 50                                     | 51                                     | 69                                     | 78                                     | 92                                     | uit                                    |

### VlaamseUltratop 50
| Hitnotering: 20-03-2021 t/m 11-09-2021 | Hitnotering: 20-03-2021 t/m 11-09-2021 | Hitnotering: 20-03-2021 t/m 11-09-2021 | Hitnotering: 20-03-2021 t/m 11-09-2021 | Hitnotering: 20-03-2021 t/m 11-09-2021 | Hitnotering: 20-03-2021 t/m 11-09-2021 | Hitnotering: 20-03-2021 t/m 11-09-2021 | Hitnotering: 20-03-2021 t/m 11-09-2021 | Hitnotering: 20-03-2021 t/m 11-09-2021 | Hitnotering: 20-03-2021 t/m 11-09-2021 | Hitnotering: 20-03-2021 t/m 11-09-2021 | Hitnotering: 20-03-2021 t/m 11-09-2021 | Hitnotering: 20-03-2021 t/m 11-09-2021 | Hitnotering: 20-03-2021 t/m 11-09-2021 | Hitnotering: 20-03-2021 t/m 11-09-2021 | Hitnotering: 20-03-2021 t/m 11-09-2021 | Hitnotering: 20-03-2021 t/m 11-09-2021 | Hitnotering: 20-03-2021 t/m 11-09-2021 | Hitnotering: 20-03-2021 t/m 11-09-2021 | Hitnotering: 20-03-2021 t/m 11-09-2021 | Hitnotering: 20-03-2021 t/m 11-09-2021 | Hitnotering: 20-03-2021 t/m 11-09-2021 | Hitnotering: 20-03-2021 t/m 11-09-2021 | Hitnotering: 20-03-2021 t/m 11-09-2021 | Hitnotering: 20-03-2021 t/m 11-09-2021 | Hitnotering: 20-03-2021 t/m 11-09-2021 | Hitnotering: 20-03-2021 t/m 11-09-2021 | Hitnotering: 20-03-2021 t/m 11-09-2021 |
| Week:                                  | 1                                      | 2                                      | 3                                      | 4                                      | 5                                      | 6                                      | 7                                      | 8                                      | 9                                      | 10                                     | 11                                     | 12                                     | 13                                     | 14                                     | 15                                     | 16                                     | 17                                     | 18                                     | 19                                     | 20                                     | 21                                     | 22                                     | 23                                     | 24                                     | 25                                     | 26                                     |                                        |
| -------------------------------------- | -------------------------------------- | -------------------------------------- | -------------------------------------- | -------------------------------------- | -------------------------------------- | -------------------------------------- | -------------------------------------- | -------------------------------------- | -------------------------------------- | -------------------------------------- | -------------------------------------- | -------------------------------------- | -------------------------------------- | -------------------------------------- | -------------------------------------- | -------------------------------------- | -------------------------------------- | -------------------------------------- | -------------------------------------- | -------------------------------------- | -------------------------------------- | -------------------------------------- | -------------------------------------- | -------------------------------------- | -------------------------------------- | -------------------------------------- | -------------------------------------- |
| Positie:                               | 44                                     | 29                                     | 44                                     | 35                                     | 23                                     | 18                                     | 20                                     | 24                                     | 21                                     | 19                                     | 21                                     | 20                                     | 16                                     | 15                                     | 15                                     | 21                                     | 21                                     | 25                                     | 33                                     | 35                                     | 35                                     | 39                                     | 43                                     | 43                                     | 36                                     | 44                                     | uit                                    |

### NPO Radio 2 Top 2000
Follow You stond alleen in 2022 in de NPO Radio 2 Top 2000, op plek 1492.